# Andreas Aagesen
Andreas Aagesen (Copenaghen, 5 agosto 1826 – Copenaghen, 26 ottobre 1879) è stato un giurista danese.
Studiò legge a Christiania, la moderna Oslo, e a Copenaghen, e interruppe i suoi studi nel 1848 per prendere parte alla prima guerra dello Schleswig, in cui servì come leader di un battaglione di riserva. 

Nel 1855 divenne professore in giurisprudenza all'Università di Copenaghen. Nel 1870 fu nominato membro della commissione per formulare un codice marittimo e commerciale e la legge sulla navigazione del 1872 è soprattutto merito suo. 

Nel 1879 fu eletto membro del Landsting, la camera superiore del Parlamento della Danimarca; ma è soprattutto come insegnante che si guadagnò la sua reputazione.
Fra i suoi numerosi lavori giuridici possono essere menzionati:
- Bidrag til Læren om Overdragelse af Ejendomsret, Bemærkinger om Rettigheder over Ting (Copenaghen, 1866, 1871-1872)
- Fortegnelse over Retssamlinger, Retslitteratur i Danmark, Norge, Sverige (Copenaghen, 1876).

Aagesen è stato il successore di Carl Christian Hall come docente di diritto romano all'università e in questo settore le sue ricerche sono stati epocali. Tutti i suoi allievi furono profondamente impressionati dal suo esame delle fonti, dalle sue dimostrazioni e dalla sua ricerca della realtà.